# إيه في سي إتش دي

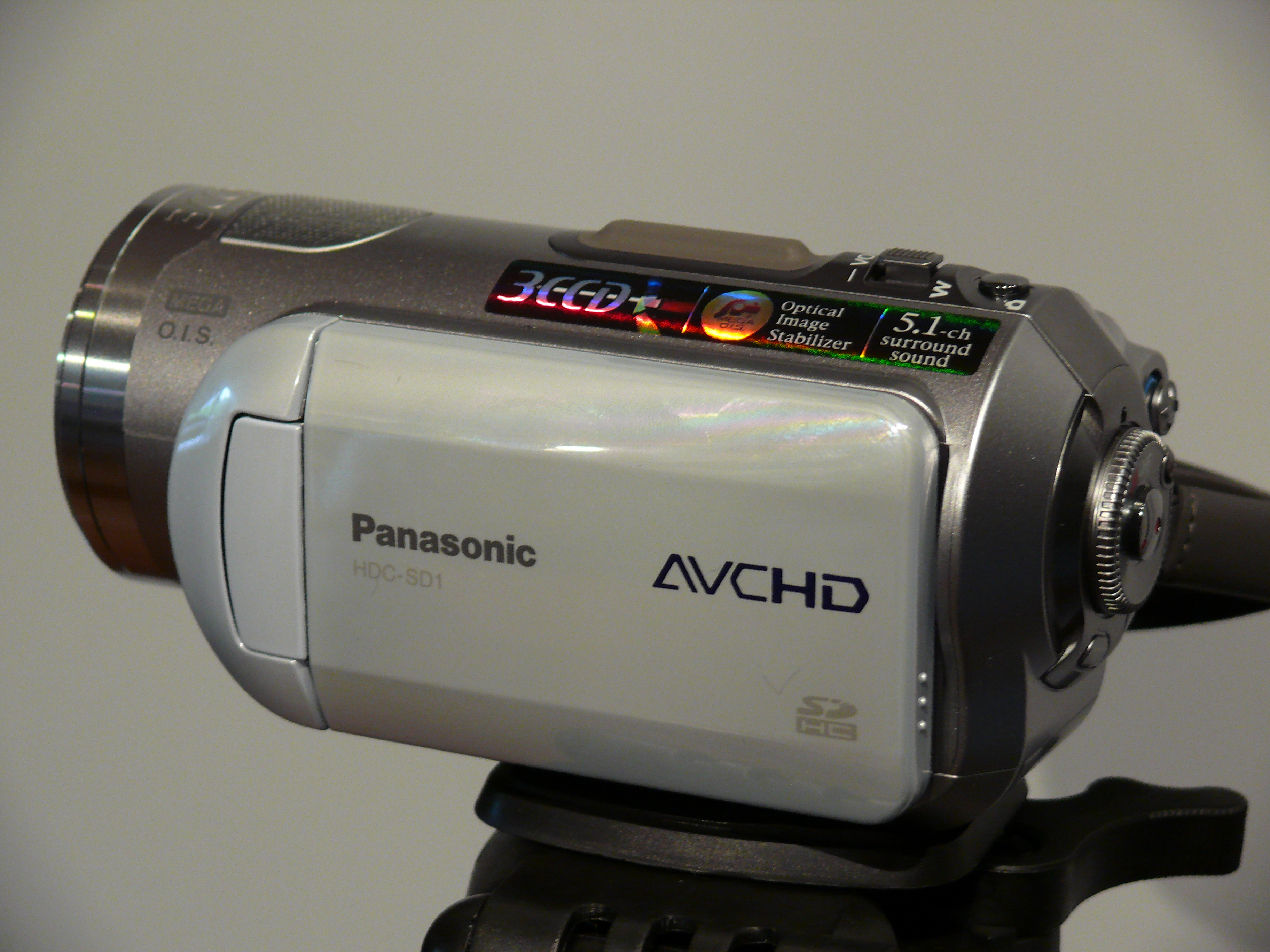

إيه في سي إتش دي (بالإنجليزية: AVCHD)‏، هي صيغة لتسجيل وقراءة فيديو عالية الجودة HD، تستخدم ضغط إم بي إي جي - 4 AVC/أتش 264، وتسجل الصوت بنظام دولبي Dolby Digital، هذه الصيغة علامة تجارية مسجلة لشركة باناسونيك وسوني. تم إنشاء الصيغة في عام 2006 للاستخدام في كاميرات الفيديو عالية الدقة.